# 부안동초등학교
부안동초등학교는 대한민국 전북특별자치도 부안군에 있는 공립 초등학교이다.

## 학교 연혁
- 1953년 6월 1일 부안동국민학교 개교
- 1996년 3월 1일 부안동초등학교로 교명 변경
- 2004년 3월 1일 신축 학교로 이전
- 2006년 2월 15일 부안교육청 발명교실 개관
- 2008년 12월 31일 급식실 증축, 학교숲 조성
- 2012년 12월 27일 인성교육실천우수학교 장관 표창
- 2021년 3월 1일 제22대 임학래 교장 취임
- 2022년 1월 3일 제69회 졸업 131명(졸업생 총 10,434명)
- 2022년 3월 2일 34학급 편성(특수 1학급 포함), 781명(남418,여363)
- 2024년 2월 7일 제 71회 졸업 142명(졸업생 총 10,718명)

## 참고 자료
- 부안동초등학교 - 한국교육학술정보원 학교알리미